# Geb (ägyptische Mythologie)
Geb ist der Erdgott in der ägyptischen Mythologie. Er gilt als Brudergatte der Himmelsgöttin Nut sowie als Sohn vom Luftgott Schu und der Feuergöttin Tefnut als Trägerin des Sonnenauges.

## Darstellung
Geb wird menschengestaltig und mit grüner Hautfarbe dargestellt. Die meisten Abbildungen zeigen ihn unter seiner Schwester und Frau Nut, manchmal aber auch stehend mit einem Stab in der rechten und dem Zeichen für Leben (Anch) in der linken Hand sowie mit einer Gans auf dem Kopf, weswegen er auch „Großer Schnatterer“ genannt wird. Bei der Gans, mit der er assoziiert wurde, handelte es sich um die Nilgans, einem im Alten Ägypten domestizierten Entenvogel.

## In der Mythologie

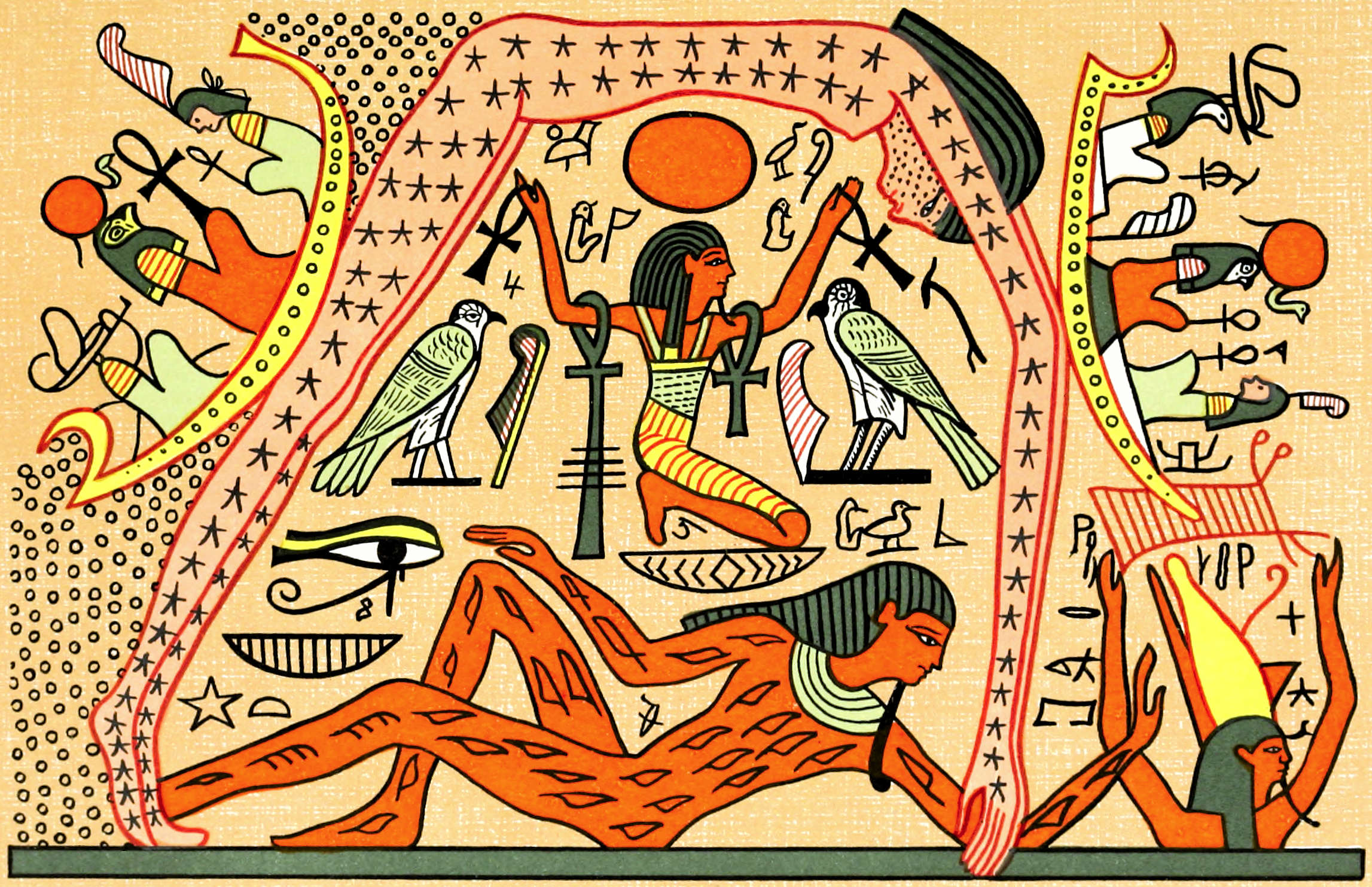
Geb und die Himmelsgöttin Nut

Mit Nut zeugte er die Götter Osiris, Isis, Seth und Nephthys. Alten Mythen zufolge zeugten Geb und Nut die Sonne und sind damit die Vorfahren aller ägyptischen Götter.

## Bedeutung
Neben Aker, Tatenen und Sokar war Geb der wichtigste Erdgott. Er schenkte den Menschen Bodenschätze, bewirkte aber auch Erdbeben. Getreide und Pflanzen wachsen auf seinem Rücken. Geb war die Quelle des Wassers und alldessen, was die Erde hervorbrachte, und somit der Fruchtbarkeitsgott. Er regierte nach seinem Großvater Atum und Vater Schu, die sich in die himmlischen Gefilde zurückzogen. Geb, ihr Nachfolger, stand somit auch für die göttliche Rechtmäßigkeit des Königtums. Der ägyptische König (Pharao) selbst wurde „Erbe des Geb“ genannt und saß angeblich auf dem „Thron des Geb“. Geb brachte auch ein Ei hervor, aus dem die Vogelgottheit Benu schlüpfte.

## Kultorte
Geb wurde in Heliopolis als Erbfürst und Richter oder „Vater“ der Götter verehrt. Weitere Kultorte waren Memphis und Kom Ombo. Es findet sich auch eine Darstellung des Gottes im Amun-Tempel in Hibis.

## In der griechischen Mythologie
In Ägypten wurde Geb in griechisch-römischer Zeit mit dem Gott Kronos gleichgesetzt, der als Vater der Götter Zeus, Hades und Poseidon eine ähnliche Position im griechischen Pantheon einnahm wie Geb in der ägyptischen Mythologie. Besonders gut ist diese Gleichsetzung in Tebtynis im südlichen Faiyum bezeugt: Geb bzw. Kronos waren hier in eine lokale Ausformung des Kultes um den Krokodilgott Sobek integriert. Die Gleichsetzung zeigte sich einerseits in der lokalen Götterikonografie, in der Geb als Mensch mit Attributen des Kronos bzw. Kronos mit Attributen des Geb dargestellt wurde. Andererseits wiesen sich die Priester des örtlichen Haupttempels in ägyptischen Texten als Priester des „Soknebtynis-Geb“, in griechischen Texten aber als Priester des „Soknebtynis-Kronos“ aus. In der lokalen Bevölkerung waren zudem neben ägyptischen Namen, die sich auf den Gott Geb bezogen, auch griechische Namen beliebt, die von dem Namen Kronos hergeleitet waren, insbesondere „Kronion“.
Die Griechen setzten Geb auch ihrem Gott Hades gleich.